# Брекстон Брегг
Брекстон Брегг (англ. Braxton Bragg; 22 березня 1817, Воррентон — 27 вересня 1876, Галвестон) — американський воєначальник, підполковник армії США і генерал армії Конфедеративних Штатів Америки. Учасник Другої семінольської, американо-мексиканської й американської громадянської війн.
Брекстон Брегг, уродженець Варрентона, штат Північна Кароліна, отримав освіту у Вест-Пойнті та 1837 року став офіцером артилерії. Військову службу розпочав у Флориді, командуючи артилерійським підрозділом у Другій семінольській війні, хоча безпосередньої участі в боях не брав. З літа 1845 року активний учасник американо-мексиканської війни, особливо відзначився в битві при Буена-Віста. У 1856 році він звільнився з лав американської армії і став власником цукрової плантації в Луїзіані.
На початку громадянської війни Брегг навчав солдатів-конфедератів у регіоні узбережжя Мексиканської затоки. Він був командиром корпусу в битві під Шайло. З червня 1862 року командувач армією Міссісіпі (пізніше стала армією Теннессі). Того ж року спробував вторгнутися в Кентуккі, але після битви при Перрівіллі в жовтні відступив. У грудні він провів ще одну битву під Мерфрісборо, а в битві на річці Стоунз проти Камберлендської армії генерал-майора Вільяма Роузкранса зазнав поразки й відступив. Після кількох місяців без значних боїв, у червні 1863 року, Роузкранс переграв Брегга під час Туллахомської кампанії, що змусило армію КША здати Середній Теннессі Союзу. Брегг відступив до Чаттануги, але у вересні звідти знову відійшов, коли війська Роузкранса увійшли в Джорджію. Пізніше того ж місяця, армія Брегга, посилена резервами Конфедеративної армії зі Східного театру війни, змогла перемогти Роузкранса у битві при Чикамозі, найкривавішій битві на Західному театрі та єдиній великій перемогі Конфедерації на цьому театрі війни.
У листопаді армія Брегга була розгромлена генерал-майором Уліссом С. Грантом у боях за Чаттанугу та відкинута назад до Джорджії. Президент Конфедерації Джефферсон Девіс згодом звільнив Брегга від командування, відкликавши його до Ричмонда, щоб служити його головним військовим радником. Брегг ненадовго повернувся до бойових дій командирОМ корпусу наприкінці війни під час Каролінської кампанії.
Сучасники та військові історики зазвичай вважають Брекстона Брегга одним з найгірших генералів Громадянської війни. Більшість битв, у яких він брав участь як командувач, закінчувалися поразкою. Брегг був надзвичайно непопулярний як серед офіцерів, так і серед рядового складу, що перебував під його командуванням, які критикували його за численні недоліки, включаючи погану стратегію на полі бою, запальний характер і надмірно жорстокі вимоги до дотримання дисципліни. Брегг має загалом погану репутацію серед істориків, хоча деякі вказують на невдачі підлеглих Брегга, особливо генерал-майора та колишнього єпископа Леонідаса Полка — близького соратника Девіса та відомого ворога Брегга — як на важливіші фактори багатьох поразок, що зазнала армія Конфедерації.

## Біографія
Брекстон Брегг народився у Воррентоні, Північна Кароліна, і був одним із шести синів Томаса та Маргарет Кросленд Брегг. Один із його старших братів, Томас Брегг, у майбутньому став генеральним прокурором Конфедерації. Брекстон також був двоюрідним братом Едварда С. Брегга, який став генералом Союзу під час Громадянської війни. Коли Брексону було лише десять років, його батько вирішив присвятити сина військовій службі та шукав способи отримати рекомендації для вступу до Військової академії США. У віці 16 років Вест-Пойнт прийняв Брекстона на навчання. Серед його однокласників були майбутні відомі генерали Союзу Джозеф Гукер і Джон Седжвік, а також майбутні генерали Конфедерації Джон К. Пембертон, Джубал Ерлі та Вільям Х. Т. Вокер. Брегг досяг серйозних успіхів у навчанні завдяки своїй чудовій пам'яті, а не старанному навчанню, і отримав менше дисциплінарних недоліків, ніж більшість його однокашників. Він закінчив п'ятим з п'ятдесяти кадетів випускників класу 1837 року і отримав звання другого лейтенанта з призначенням до 3-го артилерійського полку США.
Разом зі своїм підрозділом Брегг брав участь у Другій семінольській війні у Флориді, спочатку помічником офіцера комісара та полковим ад'ютантом, але він жодного разу не брав участі в реальних бойових діях. Невдовзі він почав страждати від низки хвороб, провину за які він списував на тропічний клімат. Незабаром він став командиром батареї 3-го артилерійського полку і командував фортом Маріон поблизу Сент-Огастіна. Із початку своєї кар'єри Брекстон Брегг здобув репутацію сварливого та скандального офіцера, який нажив собі безліч ворогів та недоброзичливців.
Історик Тай Сейдул писав, що як підлеглі Бреггу офіцери, так і підпорядковані йому в армії Теннессі солдати «ненавиділи» Брегга і часом відмовлялися виконувати його накази. Один рядовий, Сем Воткінс, який пізніше став професійним письменником, згадував у своїх мемуарах, що «жоден із солдат Брегга ніколи не любив його. Вони не вірили в його лідерські здібності як генерала. На нього дивилися як на безжального тирана… Він любив морально нищити людей». Сейдул каже, що бої, де Брегг був командиром, часто закінчувалися поразкою через його пристрасть проводити тупі лобові атаки на противника і його «дивовижну спроможність перетворювати незначні перемоги та поразки на стратегічні розгроми».
«[Його дії] закріпили за Бреггом славу найсварливішої людини в армії. Він був відданий під військовий суд і засуджений; його осудили військовий міністр, генерал-ад'ютант і командувач Східної дивізії. Жоден молодший офіцер не міг похвалитися такою кількістю високопоставлених ворогів. І командир 3-го артилерійського [полку], і командувач генерал армії США ненавиділи Брегга. Його майбутнє в полку і в армії здавалося дуже невизначеним…
У 1843 році 3-й артилерійський полк передислокували до форту Моултрі, Чарлстон, штат Південна Кароліна. Тут Брегг дислокувався з трьома майбутніми генералами армії Союзу, яких він вважав близькими друзями: Джорджем Г. Томасом, Джоном Ф. Рейнольдсом і Вільямом Т. Шерманом.

### Американо-мексиканська війна
Влітку 1845 року Бреггу та його артилерійській батареї було наказано перейти в підпорядкування генерала Закарі Тейлора для захисту Техасу від Мексики. За особисту хоробрість і відмінну поведінку в ході мексикансько-американської війни Брекстон Брегг був неодноразово відмічений та підвищений у званні: у травні 1846 року його підвищили до капітана за битву при Форт-Брауні, до майора — за заслуги у битві за Монтеррей (вересень 1846) і до підполковника — за битву при Буена-Віста (лютий 1847 р.). У червні 1846 року Брегг також отримав звання капітана регулярної армії. В армії Тейлора він здобув значну популярність (за свої професійні якості, а не за особистісні) за дисципліну та виучку підлеглих йому людей, а також нещодавно апробовану тактику дій підрозділу легкої артилерії, яка виявилася ефективною в більшості його боїв проти мексиканської армії. Але дії Брегга у битві при Буена-Віста принесла йому національну славу. Своєчасне розміщення ним артилерійського підрозділу на стику бойових порядків американських військ допомогло відбити чисельно переважаючу атаку мексиканських сил.

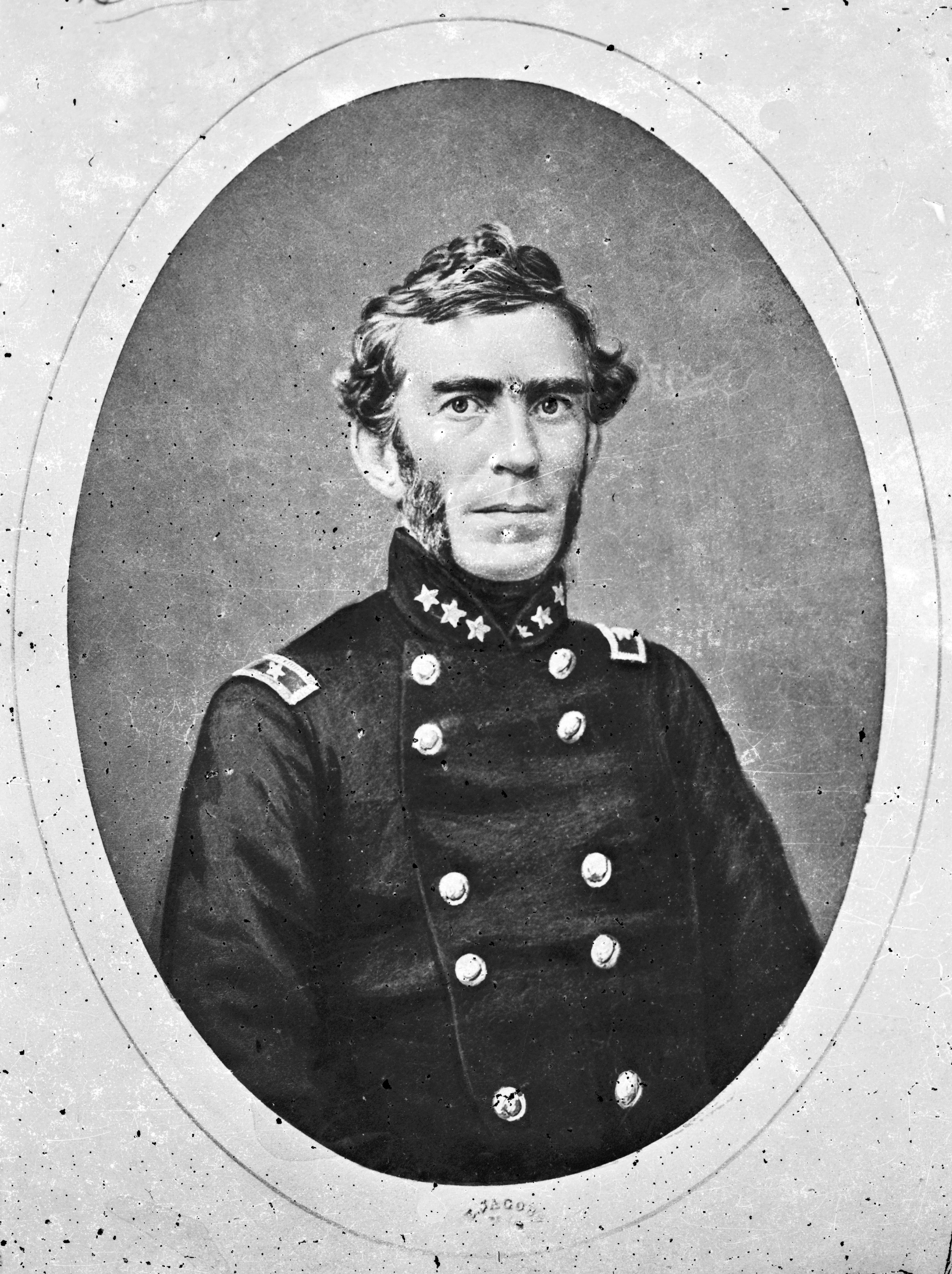
Брекстон Брегг на початку Громадянської війни

31 грудня 1855 року Брегг подав у відставку, яка набула чинності 3 січня 1856 року. Він і його дружина придбали цукрову плантацію площею 1600 акрів (6,5 км2) за 4,8 км на північ від Тібодо, Луїзіана. Ніколи не виступав проти рабства — і його батько, і його дружина були рабовласниками — він використав 105 поневолених африканців на своїй власності. Він продовжував підтримувати свою репутацію суворого дисциплінарного і прихильника військової ефективності.

### Громадянська війна
До початку громадянської війни Брегг був полковником ополчення Луїзіани. 12 грудня 1860 року губернатор Томас О. Мур призначив його членом державної військової ради, організації, якій було доручено створити 5-тисячну армію. Він погодився на виконання цього завдання, незважаючи на те, що був противником сецесії. 11 січня 1861 року Брегг привів групу з 500 добровольців до Батон-Руж, де вони переконали начальника тамтешнього федерального арсеналу здатися. Оголошення штатом акту про відокремлення від Сполучених Штатів також прискорило процес створення власної армії, і Мур призначив Брегга її командувачем, з присвоєнням звання генерал-майора 20 лютого 1861 року. До 16 квітня він командував військами, що були зосереджені навколо Нового Орлеана. 7 березня 1861 року Брекстону Бреггу надали звання бригадного генерала армії Конфедеративних Штатів Америки. 12 вересня 1861 року йому присвоїли звання генерал-майора. До зими 1862 року генерал очолював конфедеративні війська у Флориді та Алабамі.

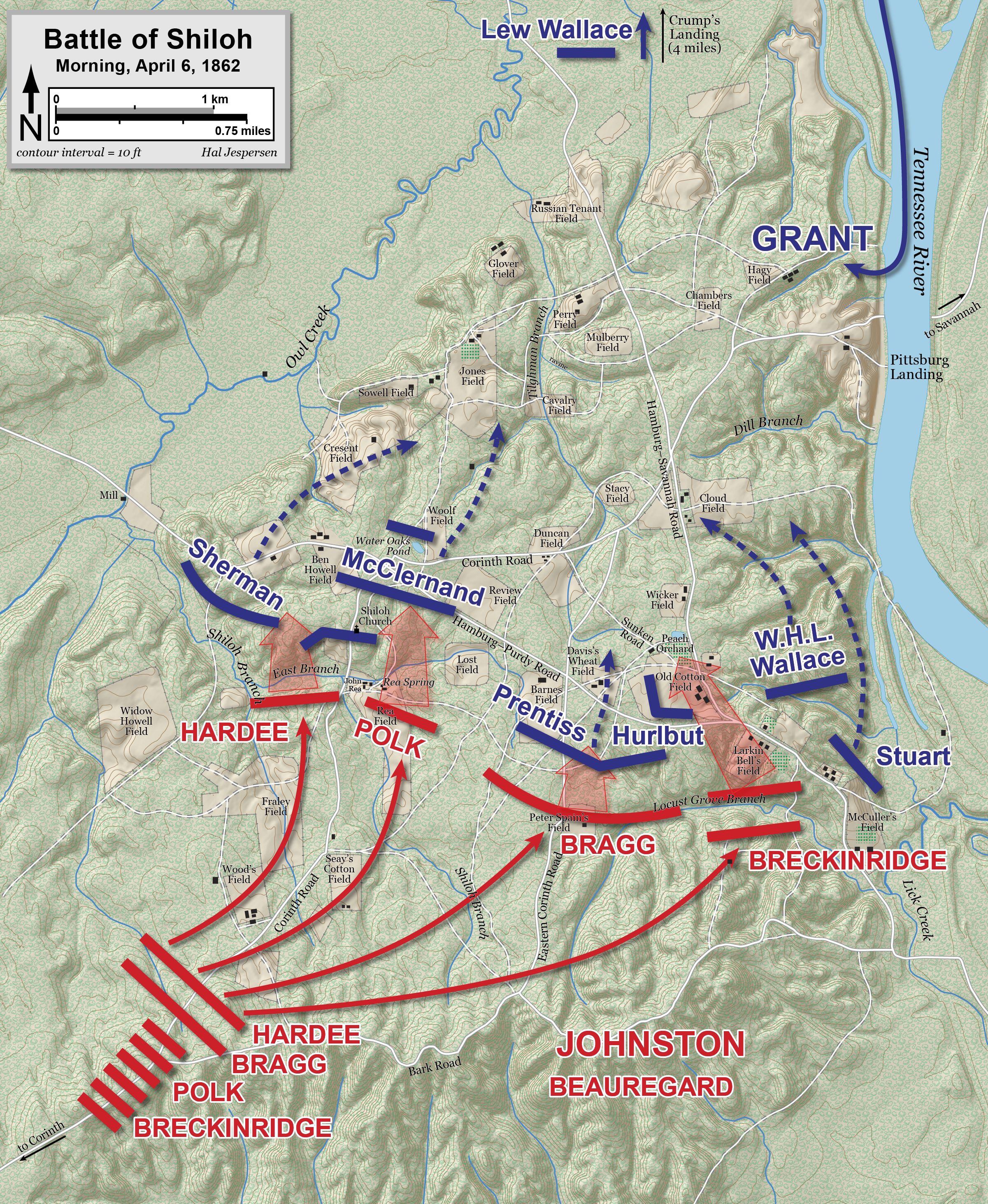
Битва при Шайло. 6 квітня 1862

У лютому 1862 року Брегг здійснив передислокацію близько 10 000 людей до Корінта, штат Міссісіпі, де приєднався до головних сил армії Конфедерації. Тут йому було доручено покращити погану дисципліну у військах, які вже були зібрані під командуванням генерала Альберта Сідні Джонстона.

#### Битва при Шайло
У битві при Шайло 6-7 квітня 1862 року генерал Брекстон Брегг командував корпусом (одночасно виконуючи обов'язки начальника штабу Армії Міссісіпі під командуванням Джонстона). У перший день битви Міссісіпська армія Півдня завдала несподіваного удару, намагаючись відкинути федеральну армію від річки Теннессі і загнати противника в болота на західному берегу, і в такий спосіб розбити армію Теннессі Гранта до того, як вона з'єднається з Огайською армією генерала Б'юелла. Під час першого наступу корпусу Брегга було наказано атакувати в лінію, що становила майже 4,8 км, але невдовзі він почав керувати діями усіх підрозділів, які опинилися навколо центру бойового порядку Півдня. Його люди загрузли біля опорного пункту Союзу під назвою «Осине гніздо», який Брегг поодинокими фронтальними атаками годинами атакував. Після того, як Джонстон був убитий у битві, генерал П'єр Борегар прийняв на себе командування армією Міссісіпі, а Брегга призначив своїм заступником. Брегг був збентежений, коли Борегар пізно вдень припинив атаки на останню позицію Союзу, яку рішуче захищали юніоністи, назвавши це їхньою останньою можливістю для перемоги. Однак Конфедеративна армія надто поспішила з висновком про свою перемогу: вночі до Гранта приєдналася армія генерала Б'юелла і до ранку співвідношення сил на полі бою стало зовсім іншим. Зранку посилена армія Союзу контратакувала, і конфедерати відступили назад до Корінта.
Брегг отримав публічну похвалу за свою роль у битві, і 12 квітня 1862 року Джефферсон Девіс присвоїв йому звання повного генерала, шостій людини, яка отримала це звання, і однієї із семи в історії Конфедерації. Після облоги Корінта Борегар пішов у відпустку за хворобою, залишивши Брегга тимчасовим командувачем армії в Тупело, штат Міссісіпі. 17 червня 1862 року Брегг був призначений на посаду командувача Західним департаментом (відомим офіційно як Департамент номер 2), в підпорядкування якого входила й армія Міссісіпі також.
У серпні 1862 року генерал-майор Конфедерації Едмунд Кірбі Сміт вирішив вторгнутися в Кентуккі зі Східного Теннессі, сподіваючись, що він зможе заручитися підтримкою прихильників справи Конфедерації в прикордонному штаті та перетягнути сили Союзу під командуванням генерал-майора Дона Карлоса Б'юелла за межі річки Огайо. Брегг розглядав різні варіанти, включаючи спробу повернути Корінт або наступати проти армії Буелла через Середній Теннессі.

#### Битва біля Перревілля
8 жовтня протиборчі армії несподівано зіткнулися в битві біля Перревілля; сутички між поодинокими підрозділами почалися ще напередодні, коли солдати шукали поблизу джерела води. Брегг наказав крилу своєї армії під командуванням генерал-майора Леонідаса Полка атакувати те, що, як він вважав, було ізольованою частиною військ Буелла. Після значних вагань та небажання наступати, зрештою Полк атакував корпус генерал-майора Александра М. МакКука на лівому фланзі армії Союзу і змусив його відступити. До кінця дня МакКук був відкинутий приблизно на милю, але незабаром прибуло підкріплення Союзу, щоб стабілізувати лінію, і Брегг лише тоді почав усвідомлювати, що його обмежена тактична перемога у кривавій битві була здобута проти менш ніж половини армії Б'юелла, а решта резервів противника швидко прибувала на поле битви.
Кірбі Сміт благав Брегга продовжити його успіх і розвинути наступ далі. Втім, Брегг наказав своїй армії відступити через Камберленд-Геп до Ноксвіля. Брегг назвав свій відступ організованим відведенням військ та успішним завершенням гігантського рейду. У нього було кілька причин відмовитися від подальшого просування вглиб території противника. З півночі Міссісіпі надійшли невтішні новини про те, що Ерл Ван Дорн і Стерлінг Прайс зазнали поразки у битві під Корінтом, одночасно Роберт Е. Лі зазнав поразки у своїй Мерілендській кампанії. Брегг бачив, що його армія мало що виграє від подальшої поодинокої та малозначущої перемоги, тоді як поразка може коштувати не лише втрати провіанту й боєприпасів, але й всієї його армії. Брегга терміново викликали до Річмонда, щоб доповісти президенту Джефферсону Девісу на звинувачення, які висунули його офіцери, звинувачуючи свого командувача в провалі та поразці у всій кампанії, і вимагаючи замінити його на посаді очільника армії. Хоча Девіс врешті вирішив залишити генерала на армії, відносини Брегга з його підлеглими були серйозно зіпсовані.

#### Битва на Стоунз-Рівер
20 листопада 1862 року Брегг перейменував свою армію на армію Теннессі. Тим часом 24 жовтня генерала Карлоса Буелла змінив на посаді командувача Союзною армією Огайо генерал-майор Вільям С. Роузкранс, який негайно перейменував її на Камберлендську армію. Наприкінці грудня Роузкранс виступив з Нашвілла проти позиції Брегга в Мерфрісборо. Перш ніж Роузкранс зміг атакувати, 31 грудня 1862 року, на початку битви на річці Стоунз, Брегг провів сильну раптову атаку проти правого флангу Роузкранса. Конфедератам вдалося відкинути армію Союзу назад на невелику оборонну позицію, але вони не змогли її повністю розгромити, а також не змогли розірвати її лінію постачання до Нешвілла, на що розраховував Брегг. Незважаючи на це, Брегг вважав перший день битви переможним і припускав, що Роузкранс незабаром відступить. Однак до 2 січня 1863 року війська Союзу залишилися на місці, і битва відновилася, коли Брегг розпочав невдалу атаку військ генерал-майора Джона К. Брекінріджа на добре захищений лівий фланг Союзу. Розуміючи відсутність успіху, сувору зимову погоду, прибуття припасів і підкріплень для Роузкрансу, а також дослухаючись до рекомендацій командувачів корпусів Гарді та Полка, Брегґ відвів свою армію з поля до Туллахоми, штат Теннессі.

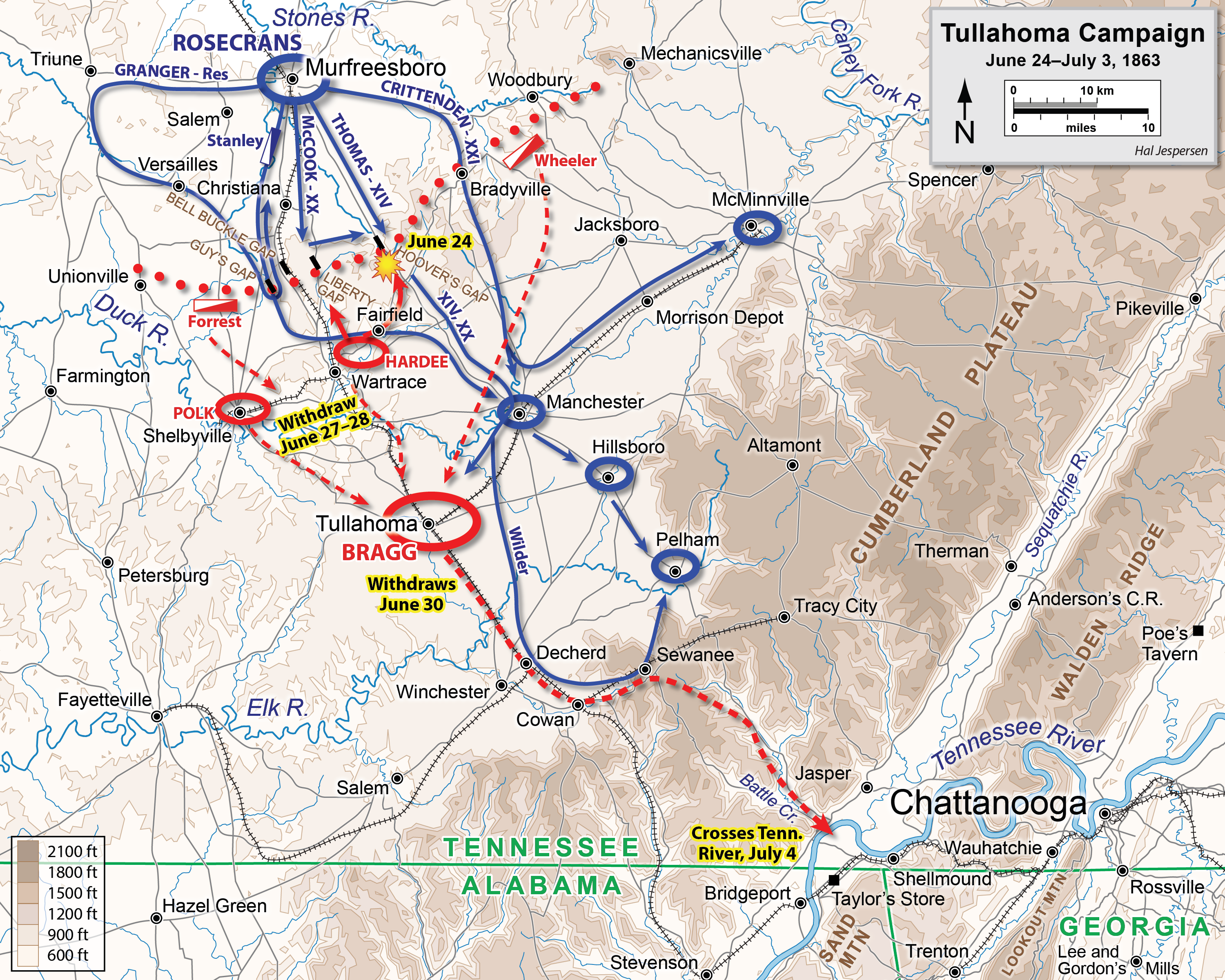
Туллахомська кампанія

Генерали Брегга активно висловлювали своє невдоволення його командуванням під час кампанії в Кентуккі та на річці Стоунз. Девіс відповів на ці скарги, відправивши генерала Джозефа Е. Джонстона дослідити стан справ в армії. Девіс припустив, що Джонстон, начальник Брегга, визнає ситуацію незручною і перебере командування армією на полі на себе, відсторонивши Брегга. Однак Джонстон прибув на місце і знайшов солдатів армії Теннессі у відносно хорошому стані. Він сказав Бреггу, що у нього «найкраще організована, озброєна, оснащена та дисциплінована армія в Конфедерації». Джонстон прямо відкинув будь-яку пропозицію прийняти командування, побоюючись, що люди подумають, що він скористався ситуацією для власної вигоди.

#### Туллахомська кампанія
Поки армія Брегга зміцнювала свої позиції поблизу Туллахоми, Роузкранс провів наступні шість місяців у Мерфрісборо, поповнюючи та перенавчаючи свою армію, щоб відновити наступ. 23 червня 1863 року він раптово перейшов у наступ, заставши Брегга зненацька. Зв'язавши корпус Полка незначними діями в центрі оборони військ Конфедерації, Роузкранс направив більшу частину своєї армії проти правого флангу Брегга. Брегг реагував повільно, а його підлеглі, як правило, не хотіли взаємодіяти: недовіра серед генералів та офіцерів армії Теннессі протягом останніх місяців призвела до відсутності будь-якої кооперації та підтримки між ними, не кажучи вже про загальну стратегію, ані Полк, ані Гарді не мали чіткого розуміння планів Брегга. Оскільки армія Союзу переграла конфедератів, Брегг був змушений покинути Туллахому і 4 липня відступив за річку Теннессі. Туллахомська кампанія була визнана для Роузкранса «геніальною» кампанією, який досягнув з мінімальними втратами своєї мети — витіснив Брегга із Середнього Теннессі.
На початку серпня Військове відомство Конфедерації запитало Брегга, чи зможе він розпочати наступ на Роузкранса, якщо його армію посилять підкріпленнями з Міссісіпі. Він заперечував такий варіант дій, обґрунтовуючи це величезними географічними перешкодами на шляху руху та матеріально-технічними проблемами, вважаючи за краще почекати, поки Роузкранс сам вирішить ці проблеми, і атакує його. Переправа військ Союзу через річку Теннессі була неможливою в тих умовах, тому Роузкранс придумав обманний маневр, щоб відвернути увагу Брегга від Чаттануги, поки його частини переправилися на протилежний берег нижче по течії. Брегг був справедливо стурбований значними силами Союзу генерал-майора Емброуза Е. Бернсайда, які загрожували Ноксвіллю на північному сході, і Роузкранс підсилив це занепокоєння, обманюючи його ліворуч і обстрілюючи місто Чаттануга з висот на північ від річки. До 4 вересня основна частина армії Союзу перетнула Теннессі на південний схід від Чаттануги, і Брегг зрозумів, що оборона на старих позиціях програшна. 8 вересня він відступив з міста.

#### Битва при Чикамога
Після того, як Роузкранс закріпився в Чаттанузі, він почав рухати свою армію в північну Джорджію у наздогін за Бреггом. Тим часом, Брегг продовжував потерпати від поведінки своїх підлеглих, які неналежним чином виконували його накази. 10 вересня генерал-майори Томас К. Гайндмен і Д. Г. Гілл відмовилися атакувати, як було наказано, чисельно переважаючу колону федеральних військ у Маклеморс-Коув (бій на Девіс-Кросс-Роудс). 13 вересня Брегг наказав Леонідасу Полку атакувати корпус генерал-майора Томаса Л. Кріттендена, але Полк проігнорував наказ, вимагаючи додатково підкріплення. Роузкранс використав час, згаяний через ці затримки, щоб провести перегрупування своїх розпорошених сил та зосередитися для головного удару. Нарешті, 19–20 вересня 1863 року Брегг, посилений двома дивізіями з Міссісіпі, однією дивізією та декількома бригадами з департаменту Східного Теннессі та двома дивізіями під командуванням генерал-лейтенанта Джеймса Лонгстріта з армії Північної Вірджинії Роберта Е. Лі, повернув свої сили проти Роузкранса. Дорогою ціною Брегг завдав поразки Півночі в битві при Чикамозі, найбільшій перемозі Конфедерації на Західному театрі дій під час війни. Однак це не була повноцінна перемога. Метою Брегга було відрізати Роузкранса від Чаттануги та знищити його армію. Натомість, після часткового розгрому армії Союзу силами Лонгстріта, стійка оборона генерал-майора Джорджа Г. Томаса дозволила Роузкрансу та майже всій його армії більш-менш організовано відступити. Успіх також обійшовся величезною ціною: армія Брегга зазнала 18 450 втрат, що зробило цю перемогу Конфедерації найдорожчою за всю війну.
Після битви Камберлендська армія Роузкранса відступила до Чаттануги, і Брегг обложив місто. Паралельно він почав терор проти підлеглих, на яких він ображався за те, що вони підставили його в ході кампанії — Гайндмена за бездіяльність у Маклеморс-Коув і Полка за затримку ранкової атаки 20 вересня. 29 вересня Брегг відсторонив обох підлеглих від виконання обов'язків. На початку жовтня спроба заколоту підлеглих Брегга призвела до того, що Д. Г. Гілла було звільнено з командування. Лонгстріт був відправлений зі своїм корпусом до Ноксвільської кампанії проти Емброуза Бернсайда, серйозно послабивши армію Брегга під Чаттанугою.
Деякі з підлеглих генералів Брегга були розчаровані тим, що, на їхню думку, він не бажав використати перемогу, переслідуючи армію Союзу до Чаттануги та знищити її. Полк особливо був обурений тим, що його відсторонили від командування. Ненависники Брегга, включно з багатьма командирами дивізій і корпусів, таємно зустрілися і підготували петицію на президента Джефферсона Девіса. Генерал-лейтенант Джеймс Лонгстріт написав військовому міністру, що «ніщо, крім Божої руки, не може врятувати нас або допомогти нам, поки у нас є наш нинішній командир». Оскільки армія Теннессі була буквально на межі заколоту, Джефферсон Девіс неохоче поїхав до Чаттануги, щоб особисто оцінити ситуацію на місці та спробувати зупинити хвилю обурення у своїх військах. Хоча Брегг запропонував дозволу піти йому у відставку, щоб в такий спосіб урегулювати кризу, Девіс зрештою вирішив залишити Брегга командувати, й засудив інших генералів і назвав їхні скарги «хвилями злого наміру».

#### Чаттануґська кампанія
У той час як Брегг «воював» зі своїми підлеглими і зменшив свої сили, відправивши Лонгстріта до Ноксвіля, обложена армія Союзу отримала нового командира генерал-майора Улісса С. Гранта і значні підкріплення з Міссісіпі та Вірджинії. Битви за Чаттанугу відзначили останні дні Брегга як командувача армією. Його ослаблений лівий фланг (раніше укомплектований військами Лонгстріта) повалився 24 листопада 1863 року під час битви на горі Лукаут. Наступного дня в битві на Місіонерському хребті його головна лінія оборони успішно протистояла атаці на своєму правому фланзі, але центр був розгромлений у фронтальній атаці військами Джорджа Томаса. Армія Теннессі була розбита і відступила до Далтона, штат Джорджія. 29 листопада Брегг подав у відставку і був засмучений, коли Девіс негайно її прийняв. 2 грудня він передав тимчасове командування Гарді, а його замінив Джозеф Е. Джонстон, який командував армією в Атлантській кампанії 1864 року проти Вільяма Т. Шермана.
Девіс призначив Брекстона Брегга своїм військовим радником. Коли галас навколо поразки при Чаттанузі трохи вщух, Брегг повернувся в діючу армію. У жовтні 1864 року президент Девіс відправив Брегга очолити командування обороною Вілмінгтона у Північній Кароліні. Незабаром його обов'язки за рекомендацією Роберта Е. Лі були розширені, він очолив весь департамент Північної Кароліни та Південної Вірджинії. У листопаді, під час рейду Вільяма Т. Шермана до моря, Брегг очолював війська конфедератів, що оборонялися в Огасті, Джорджія, а потім у Саванні в Джорджії та Чарлстоні у Південній Кароліні. У січні 1865 року Брекстон Брегг знову обороняв Вілмінгтон. Конфедерати змогли успішно відбити першу спробу Союзу захопити форт Фішер, який домінував на лінії морського постачання до Вілмінгтона. Однак, коли Союз повернувся в січні, друга битва за форт Фішер завершилася для Брегга погано. Він припустив, що перша невдала облога Союзом означала, що форт невразливий, хоча насправді поганий зв'язок і погане планування з боку федеральних сил зіграли велику роль. Таким чином, він не прийшов на допомогу форту після того, як його атакували вдруге. У лютому конфедерати були змушені відступити з Вілмінгтона, їхнього останнього морського порту на узбережжі Атлантичного океану.
Брегг фактично став командиром корпусу (хоча його об'єднання було меншим за дивізію) під керівництвом Джонстона до кінця Каролінської кампанії. 7-10 березня його війська змогли здобути незначну перемогу в Другій битві при Кінстоні і 19-21 березня невдало билися в битві при Бентонвілі. Після падіння Річмонда 2 квітня Джефферсон Девіс і залишки уряду Конфедерації втекли на південний захід. Брегг, штаб-квартира якого перебувала в Ролі, штат Північна Кароліна, наздогнав Девіса біля Еббевіля у Південній Кароліні, 1 травня. Він був присутній на останньому засіданні кабінету міністрів і зіграв важливу роль у переконанні Девіса, що справу програно. Брегг і невелика група його штабу поїхали на захід і були схоплені та умовно-достроково звільнені в Монтіселло 9 травня.

### Останні роки життя
Брекстон Брегг і Еліза втратили свій дім наприкінці 1862 року, коли федеральна армія конфіскувала їхню плантацію в Тібодо. Подружжя переїхало жити до його брата, власника плантації в Ловндесборо, штат Алабама, але вони побачили, що усамітнене життя там було нестерпним. У 1867 році Брегг став начальником водопровідної станції Нового Орлеана, але незабаром його змінив колишній поневолений афроамериканець, коли до влади прийшли Реконструктори. Наприкінці 1869 року Джефферсон Девіс запропонував Бреггу роботу агента Каролінської страхової компанії. Він пропрацював там чотири місяці, перш ніж пішов звідсі, незадоволений роботою та низькою оплатою. Він розглядав, але відхилив пропозицію щодо продовження військової служби в єгипетській армії. У липні 1874 року переїхав до Техасу, де отримав посаду головного інженера залізниці Затоки, Колорадо та Санта-Фе, але через рік розбіжності з радою директорів щодо його винагороди змусили його піти у відставку. Він залишився в Техасі як інспектор залізниць.
27 вересня 1876 року, у віці 59 років, Брегг йшов з другом вулицею у Галвестоні, штат Техас, коли раптово впав без свідомості. Його затягнули в найближчу аптеку, де він через 10-15 хвилин помер. Лікар, знайомий з його історією хвороб, вважав, що Брекстон Брегг «помер від крововилив у мозок» (або від «паралічу мозку»), страждаючи від дегенерації церебральних кровоносних судин. Слідство постановило, що його смерть настала внаслідок «смертельної непритомності», можливо, спричиненого природним захворюванням серця. Він похований на кладовищі Магнолія, у місті Мобіл, штат Алабама.

## Пам'ять
Наступні місця США названі на честь генерала Брекстона Брегга:
- Брегг, Техас — місто-привид, засноване в 1902 році та зникле в 1930-х роках.
- Форт-Брегг, Каліфорнія — місто, засноване в 1889 році та назване на честь колишнього гарнізону армії США, який знаходився там з 1857 по 1867 рік.
- Форт Брегг, Північна Кароліна — військова база, заснована у 1918 році як Кемп-Брегг. Ця військова інсталяція є головною базою для повітрянодесантних військ США, зокрема пунктом постійної дислокації 82-ї дивізії і сил спеціальних операцій армії США, а також штаб-квартирою Командування сил армії США і Командування резерву армії США.